# Uniwersytet w Toamasinie
Uniwersytet w Toamasinie (fr. Université de Toamasina) – madagaskarska uczelnia publiczna w mieście Toamasina.
Instytucja została utworzona we wrześniu 1977, a jej pierwszym dyrektorem został Norbert Randriamiarisoa. W 1989 uzyskała status uniwersytetu autonomicznego.
Uczelnia składa się z trzech wydziałów:
- Wydział Prawa, Ekonomii i Zarządzania
- Wydział Nauk Humanistycznych
- Wydział Medycyny.